# SeaTac
SeaTac ist eine Stadt im King County im US-Bundesstaat Washington mit 31.454 Einwohnern (Stand 2020). Die Stadt liegt zwischen den Städten Seattle und Tacoma in der Metropolregion Seattle. Der Name der Stadt leitet sich aus den Anfangssilben der beiden Städte Seattle und Tacoma ab.

## Geschichte
Am 28. Februar 1990 erhielt SeaTac offiziell das Stadtrecht. Es war die erste Stadt in den USA, die eine Binnenmajuskel, also einen Großbuchstaben mitten im Namen hat. Sie bildete sich um den Flughafen Seattle/Tacoma herum, welcher ebenfalls Sea-Tac heißt (allerdings mit Bindestrich) und ist nach dem Flughafen benannt.

## Geographie
SeaTacs geographische Koordinaten sind 47° 26′ N, 122° 18′ W.
An der östlichen Stadtgrenze verläuft der Interstate 5. Westlich wird die Stadt durch den Flughafen Seattle/Tacoma abgegrenzt, der sich aber noch im Stadtgebiet befindet.
Die benachbarten Orte sind (im Uhrzeigersinn) Tukwila, Kent, Des Moines, Burien und Riverton-Boulevard Park.

## Demographie
Im Jahr 2000 lebten hier 25.496 Personen in 9.708 Haushalten und 5.960 Familien. Davon waren 62,86 % Weiße, 9,15 % Schwarze, 1,50 % Native American, 11,07 % Asian und
2,66 % Pacific Islander.

## Wirtschaft
In SeaTac hat die Fluggesellschaft Alaska Airlines ihren Sitz.

## Söhne und Töchter der Stadt
- Mark Driscoll (* 1970), evangelikaler Prediger, Gemeindegründer und Buchautor (aufgewachsen in SeaTac)
- Tally Hall (* 1985), Fußballspieler